# Vladimir Kozlov
Oleg Aleksandrovich Prudius, meglio conosciuto come Vladimir Kozlov (Kiev, 27 aprile 1979), è un ex wrestler ucraino naturalizzato statunitense, noto per i suoi trascorsi nella World Wrestling Entertainment tra il 2008 e il 2011 e attualmente sotto contratto con la TNA.
In WWE ha detenuto una volta il WWE Tag Team Championship (con Santino Marella) e ha vinto lo Slammy Award come Breakout Star of the Year nel 2008.
Prima di intraprendere una carriera nel mondo del wrestling, è stato campione di kickboxing e lotta libera; a metà anni duemila ha inoltre lavorato come attore, interpretando una piccola parte nei film La 25a ora di Spike Lee e Grindhouse di Quentin Tarantino.

## Carriera

### Territori di sviluppo (2006–2008)

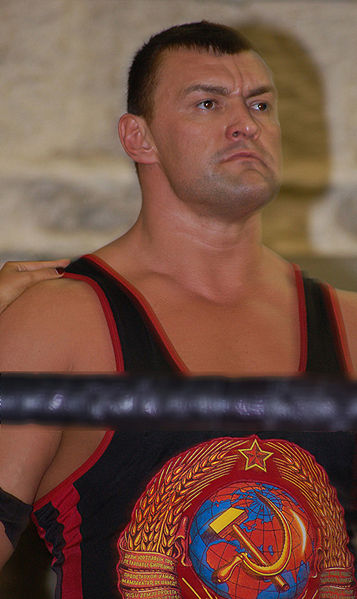
Vladimir Kozlov nel 2007

È stato presentato alla WWE da Jerry Jarrett.
Il 17 gennaio 2006 la compagnia annunciò che Prudius aveva firmato un contratto di sviluppo e lo spedì alla Deep South Wrestling.
Il 7 aprile 2006 ha debuttato sotto il suo vero nome "Oleg Prudius" contro Tommy Suede.
Il 5 maggio 2006, Prudius ebbe il suo primo dark match durante House Show in San Jose, California, sconfiggendo Rob Conway. La notte dopo, ad un altro house show a Sacramento, California, Matt Striker fece un promo, chiamando Prudius un "immigrante lordo".
Prudius attaccò Striker, raccolse poi il microfono e gli disse che lui è "orgoglioso di essere in America."
Durante l'episodio di Raw del 18 dicembre 2006, Prudius fece un'apparizione col nome Vladimir Kozlov che divenne il suo ring name.
Dopo alcune settimane in cui venne intervistato, proclamando di amare la "Double Double E" (WWE), Kozlov scomparve dagli show per oltre un anno, partecipando solo ad alcuni dark match, tutti vinti da lui.
Il 28 luglio 2007 in Louisville, Kentucky, Proud ha vinto l'OVW Heavyweight Championship, sconfiggendo Paul Burchill, ma la stessa sera diede il titolo a Michael W. Kruel in seguito a un loro precedente accordo.

### World Wrestling Entertainment (2008–2011)

#### Opportunità titolate (2008–2009)

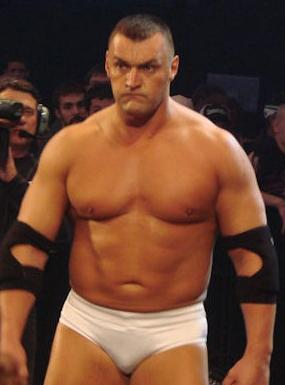
Vladimir Kozlov nel 2008

Nella puntata di SmackDown del 4 aprile 2008, Kozlov fece il suo esordio ufficiale in WWE come un heel. Kozlov entrò senza musica d'ingresso e con nessun video sul titantron fatta eccezione di una bandiera comunista su uno schermo sulla sinistra. Nel suo primo match sconfisse Matt Bentley, e nelle settimane successive, Proud vinse molti squash match (match corti e dominati da un unico wrestler), prima contro wrestler locali, poi contro lottatori affermati, come Colin Delaney, Funaki, Festus, Nunzio, Shannon Moore, Jimmy Wang Yang, Jamie Noble e Domino. Nella puntata di SmackDown dell'11 luglio, Kozlov fece il suo primo ingresso con una musica d'entrata e un video sul titantron, sconfiggendo nell'occasione Stevie Richards.
Kozlov ottenne la sua prima opportunità di competere per il WWE Championship contro Triple H al pay per view Survivor Series sconfiggendo The Undertaker per squalifica durante l'episodio di SmackDown del 6 novembre. Kozlov fallì l'occasione, in quanto il match fu vinto da Edge, che entrò nella contesa mentre questa era già in corso e schienò Triple H diventando campione. Inizialmente il match doveva essere un Triple Threat Match tra Kozlov, Triple H e Jeff Hardy, ma questo non poté partecipare al match in quanto fu trovato (kayfabe) privo di sensi sulle scale dell'albergo a Boston.
Kozlov ha vinto il suo primo match in un PPV sconfiggendo l'allora detentore dell'ECW Championship Matt Hardy ad WWE Armageddon. Continua poi l'assalto al titolo mondiale: partecipa alla Royal Rumble ma senza successo perché viene eliminato da Triple H quasi subito dopo aver eliminato Carlito, MVP e The Great Khali. Per le qualificazioni all'Elimination Chamber valida per il WWE title combatte in un Triple Threat contro The Great Khali e Triple H, il match viene vinto da The Game ma Kozlov non fu schienato. Riesce a vincere comunque una Battle Royal valida per un ultimo posto all'interno della Chamber. A No Way Out viene eliminato da Undertaker dopo una Last Ride Powerbomb subendo così il suo primo pin all'interno della WWE. La settimana dopo viene annunciato da Vickie Guerreo che Kozlov sfiderà Shawn Michaels a Raw e il vincitore affronterà Undertaker a WrestleMania XXV. Nello SmackDown! che precede Raw schiena in maniera pulita Undertaker.
La sua striscia di imbattibilità viene interrotta proprio da Michaels, che diviene dunque il primo wrestler ad aver schienato Kozlov in un match uno contro uno. Nella puntata di SmackDown del 13 marzo, viene schienato dopo una Tombstone Piledriver da Undertaker, sconfitta che termina la sua imbattibilità anche a SmackDown!.
A WrestleMania partecipa come Lumberjack nel dark match fra Carlito e Primo contro John Morrison e The Miz che si affrontarono per unificare i WWE Tag Team Championship e il World Tag Team Championship, incontro che fu vinto dai fratelli di Porto Rico.

#### Alleanza con William Regal (2009–2010)
Durante l'annuale WWE Draft, Vladimir Kozlov passa dal roster di SmackDown al roster ECW dopo la vittoria di Christian su Shelton Benjamin.
Nei suoi primi match nello Show estremo batte wrestlers locali dichiarando dopo i match di voler affrontare avversari migliori.
Nella puntata del 30 giugno in coppia con William Regal batte nel main event dello show Christian e Tommy Dreamer. In un incontro per decretare il primo sfidante per ECW Championship viene battuto da Christian, subendo così la sua prima sconfitta in ECW. Si riscatta però battendo il campione ECW Tommy Dreamer la settimana successiva. Sembra poi collidere con Ezekiel Jackson ma i due si alleano per aiutare William Regal a conquistare il titolo ECW di Christian. Il trio nei mesi successivi attacca quasi tutto il roster della ECW ed in particolar modo Christian ma Regal fallisce nel conquistare il titolo a SummerSlam, Breaking Point e infine anche in un episodio della ECW. Ezekiel Jackson e Vladimir Kozlov sia nel match di Breaking Point che in quello della ECW sono stati interdetti dal bordo ring. Dopo un'altra sconfitta Regal accusa i due di essere poco utili, Kozlov accusa Ezekiel Jackson di ciò e viene messo KO insieme a William Regal. Kozlov e Jackson nelle settimane successive continuano ad ostacolarsi, ma Regal li mantiene insieme fino al 15 dicembre, quando nel corso di un match fra Kozlov e Jackson lo stesso Regal decide di tradire Kozlov e aiutare Ezekiel Jackson a vincere il match. Potrebbe essere l'inizio di un turn face per Kozlov, infatti salva Shelton Benjamin da Vance Archer nell'ultima puntata della ECW.

#### Alleanza con Santino Marella (2010–2011)

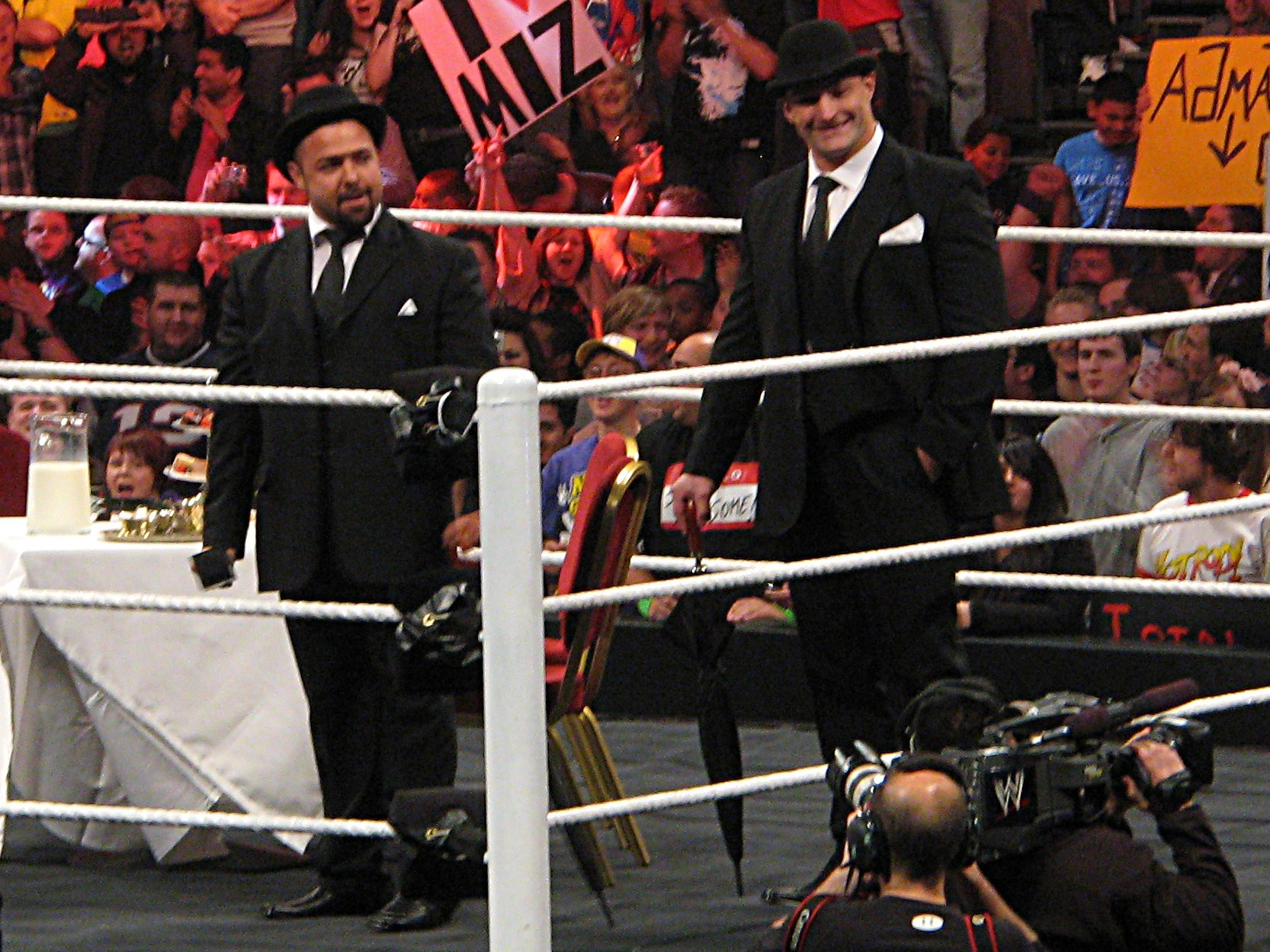
Vladimir Kozlov (a destra) con Santino Marella (a sinistra) nel 2010

Dopo la chiusura della ECW passa a Raw.
Nell'edizione di Raw del 6 dicembre 2010 conquista con Santino Marella i titoli di coppia sconfiggendo il Nexus, gli Usos e Mark Henry e Yoshi Tatsu. A SmackDown! del 10 dicembre, i neo campioni di coppia Marella & Kozlov sconfiggono Chavo Guerrero & Drew McIntyre. A TLC, difendono per la prima volta i titoli contro gli ex campioni Justin Gabriel & Heath Slater. Tuttavia, il 2011 inizia male per il duo italo-russo che viene sconfitto dagli Usos contro i quali difendono i titoli il 17 gennaio a Raw. La settimana dopo, Michael McGillicutty & Husky Harris sconfiggono Santino Marella & Vladimir Kozlov avanzando la pretesa di conquistare i titoli, ma i due del Nexus falliscono il 31 gennaio a Raw. Vladimir Kozlov partecipa anche alla Royal Rumble 2011: entrato col numero 17, viene eliminato dopo circa un minuto e mezzo dai membri del Nexus. A SmackDown!, l'11 febbraio, Vladimir Kozlov combatte un match singolo contro Justin Gabriel, perdendo. A Superstars sconfiggono Zack Ryder & Primo Colón i quali avevano espresso la volontà di diventare campioni di coppia. Il giorno dopo a SmackDown! sconfiggono gli ex campioni Heath Slater & Justin Gabriel, difendendo i loro titoli. Santino Marella & Vladimir Kozlov perdono definitivamente i loro titoli a WWE Elimination Chamber 2011, dove vengono sconfitti da Heath Slater & Justin Gabriel. Il 4 marzo, a SmackDown!, provano a riconquistarli ma non ci riescono.
Kozlov partecipa anche a NXT Season 5, come mentore di Conor O'Brian. Nella puntata di Superstars del 10 marzo, Kozlov viene sconfitto da Zack Ryder in un match singolo. A Wrestlemania 27, Kozlov parteciperà a un 8-man tag team match in squadra con Santino Marella, Big Show e Kane contro il Corre (Wade Barrett, Ezekiel Jackson, Heath Slater e Justin Gabriel). Durante il Wrestlemania Axxess, dopo un match vinto contro Tyler Reks, Kozlov viene attaccato dai membri del Corre. Ancora non è chiaro se, in seguito a questa aggressione, il wrestler russo verrà sostituito con un altro wrestler si pensa a Kevin Nash o a Kofi Kingston. A Wrestlemania, Kingston sostituisce Kozlov. Ritorna nella puntata di Raw dedicata al Draft 2011 dove Kozlov partecipa alla battle royal SmackDown vs Raw dalla quale viene però eliminato da Big Show. Nella puntata di Superstars del 12 maggio, viene sconfitto da Zack Ryder grazie anche all'aiuto di Curt Hawkins. Nella puntata di NXT del 17 maggio, sconfigge JTG e, la stessa settimana a Superstars, batte Hawkins & Ryder insieme al suo compagno Santino Marella. Nella puntata di NXT del 1º giugno, Kozlov e Conor O'Brian vincono un tag team turmoil match: entrati come quarta delle cinque coppie in gioco, riescono prima ad eliminare Lucky Cannon e Tyson Kidd e successivamente Chavo Guerrero e Darren Young. Nella puntata di Superstars del 3 giugno Perde in un Tag team match insieme a Santino marella contro Michael McGillicutty e David Otunga.
Nell'edizione di NXT del 7 giugno, Kozlov e O'Brian perdono un tag team match contro Chavo Guerrero e Darren Young. Nella puntata di Superstars del 16 giugno viene sconfitto da Drew McIntyre e, la stessa settimana a Smackdown, perde contro Jinder Mahal. Nella puntata di NXT del 21 giugno, Vladimir Kozlov, Yoshi Tatsu e Conor O'Brian sconfiggono in un 6-man tag team match Darren Young, Chavo Guerrero e JTG. Nella puntata di Raw del 4 luglio, Santino Marella e Vladimir Kozlov vengono sconfitti da David Otunga e Michael McGillicutty. Nella puntata di NXT del 19 luglio, sconfigge JTG. Successivamente, vince anche il rematch del 2 agosto, mentre 2 giorni dopo a Superstars sconfigge Primo. Sempre nella stessa settimana a Smackdown perde contro Mark Henry che lo infortuna come ha fatto con Kane e Big Show. Durante la giornata del 5 agosto 2011, la WWE annuncia il licenziamento di Prudius.

### Inoki Genome Federation (2011–2012)
Il 30 di agosto debutta nella federazione di Antonio Inoki per cui combatte fino al luglio 2012 quando egli annunciò il ritiro per perseguire una carriera nel cinema come attore e stuntman
Impact Wrestling 
(2021-) 
Nel 2021 dopo circa 9 anni di assenza dal mondo del wrestling Kozlov fa il suo ritorno cominciando a ricoprire il ruolo di commentatore in lingua russa per Impact Wrestling ed effettuando la sua prima apparizione 9 anni dall'ultima volta al PPV Rebellion.
Nel 2023 poi Kozlov fa il suo ritorno ufficiale su un ring apparendo sempre ad Impact Wrestling aiutando Fandango conosciuto nella federazione di Nashville come Dirty Dango

## Personaggio

### Mosse finali
- Iron Curtain (Kneeling leg trap chokeslam)
- Powerslam

### Musiche d'ingresso
- Pain di Jim Johnston

### Soprannomi
- The Moscow Mauler
- The Sovietic Cyborg
- The Soviet War

## Titoli e riconoscimenti
Ohio Valley Wrestling
- OVW Heavyweight Championship (1)

Pro Wrestling Illustrated
- 53º tra i 500 migliori wrestler singoli nella PWI 500 (2009)

World Wrestling Entertainment
- WWE Tag Team Championship (1) – con Santino Marella
- Slammy Award (1)
  - Breakout Superstar of The Year (2008)

Wrestling Observer Newsletter
- Most Overrated (2008)
- Worst Worked Match of the Year (2008) – vs. Edge e Triple H

## Filmografia parziale
- La 25ª ora (25th Hour), regia di Spike Lee (2002)
- Fast & Furious 8, regia di F. Gary Gray (2017)
- John Wick: Chapter 2, regia di Chad Stahelski (2017)